# Rougetius rougetii
Il rallo di Rouget (Rougetius rougetii Guérin-Méneville, 1843), unica specie del genere Rougetius Bonaparte, 1856, è un uccello della famiglia dei Rallidi originario di Etiopia ed Eritrea.

## Descrizione
Così come altri ralli, il rallo di Rouget (lungo circa 30 cm) è un uccello riservato e terricolo; presenta le regioni superiori di colore marrone-oliva e quelle inferiori arancio-rossastro-cannella. La parte inferiore della coda, di colore bianco, risalta nettamente sul resto del piumaggio. Sebbene maschi e femmine siano simili nell'aspetto, gli esemplari immaturi hanno una colorazione più chiara di quella degli adulti, nonché occhi marroni e becco anch'esso marrone. Il richiamo stridulo di questo uccello, un wreee-creeeuw ripetuto più volte, si ode più spesso la mattina e la sera; l'uccello emette anche un richiamo di allarme, un acuto e pungente dideet o di-dii.

## Distribuzione e habitat
Il rallo di Rouget si incontra sugli altopiani di Etiopia ed Eritrea.
Abita le zone paludose presenti nelle praterie e nelle brughiere montane, dove è facile incontrarlo tra l'erba folta, i canneti e le boscaglie nei pressi di stagni e torrenti, e nei pressi dei pantani, tra i 1500 e i 4100 m di quota. Si può incontrare, tuttavia, anche su terreni più aridi e in zone urbane, come parchi e giardini.

## Biologia
Il rallo di Rouget è un uccello monogamo, e depone una covata di quattro-cinque uova tra marzo e ottobre. Il nido è costituito da una struttura fatta di giunchi secchi, nascosta tra i giunchi sul terreno umido o nei pressi dell'acqua. Finora solo la femmina è stata vista covare le uova, ma si ritiene che anche il maschio partecipi a questa attività, ed entrambi i genitori si prendono cura dei pulcini finché non sono del tutto sviluppati. Una volta è stato visto un piccolo accompagnato da ben dieci adulti, il che lascia ipotizzare che in questa specie sia presente una sorta di riproduzione cooperativa.
Il rallo di Rouget ha una dieta abbastanza ricca e varia, che comprende semi, insetti acquatici, crostacei e piccole chiocciole, dei quali va in cerca tra l'erba, sul fango scoperto o nell'acqua bassa, dove si sposta saltellando da una roccia all'altra.

## Conservazione
Sebbene il rallo di Rouget non venga ancora classificato tra le specie a rischio, le sue popolazioni sono alquanto diminuite di numero. Ciò è dovuto ai rapidi cambiamenti che ha subito l'habitat nel quale vive: l'avanzata degli animali da pascolo nelle aree palustri, la conversione delle praterie in coltivazioni di cereali, e l'estrazione di materiali da impiegare nella costruzione delle abitazioni e delle strutture urbane dei densamente popolati altopiani etiopi ed eritrei. Inoltre, in anni recenti anche la siccità ha duramente colpito questa specie. Attualmente la popolazione viene stimata a poco meno di 10 000 esemplari.